# ТЕС Акека
ТЕС Акека (Aceca) – теплова електростанція поблизу іспанського міста Толедо. 
Майданчик почав роботу як конденсаційна електростанція, що в 1969 – 1970 роках отримала два блоки з паровими турбінами потужністю 315,5 МВт та 313,5 МВт. 
В 2005 році ввели в дію блок №3, який використовує технологію комбінованого парогазового циклу та має потужність 400 МВт. Він використовує одну газову турбіну, що живить через котел-утилізатор одну парову турбіну. 
В 2006-му запустили парогазовий блок №4 такою саме потужністю 400 МВт, в якому одна газова турбіна живить через котел-утилізатор одну парову турбіну. Паливна ефективність цього блоку становить 56%. 
Поява сучасних генеруючих потужностей дозволила в 2012 році вивести з експлуатації конденсаційні блоки №1 та №2. 
Конденсаційні блоки ТЕС спорудили з розрахунку на споживання мазуту, проте в подальшому блок №1 перевели на природний газ, що почав надходити до регіону Толедо в першій половині 1990-х через газопровід Уельва – Кордова – Мадрид. Парогазові блоки розраховані на спалювання природного газу.
Для видалення продуктів згоряння конденсаційні блоки мали два димаря заввишки по 60 метрів. Парогазові блоки отримали димарі висотою по 65 метрів (з урахуванням місця їх монтажу висота викидів повинна була бути не меншою за 75 метрів).
Для охолодження використовують воду з річки Тахо.
Видача продукції відбувається по ЛЕП, що працює під напругою 220 кВ.
Варто відзначити, що блок №3 спорудила компанія Iberdrola (була також власником блоків №1 та №2), тоді як проект блоку №4 реалізувала компанія GasNatural Fenosa, що з 2018-го була перейменована на Naturgy Energy Group.